# Lloyd Sam
Lloyd Sam, né le 27 septembre 1984 à Leeds, est un joueur de football international ghanéen, possédant également la nationalité anglaise. Il joue au poste de milieu latéral au Miami FC.

## Carrière
Né à Leeds, ce joueur d'origine ghanéenne fait ses premiers pas dans le football professionnel à Charlton Athletic, en 2003. Il reste dans ce club jusqu'en 2010, après avoir été prêté trois fois en 2004, 2006 et 2007, arrivant en fin de contrat. Il est ensuite recruté par Simon Grayson à Leeds United, lors de la montée du club en D2. Sa première année dans le Yorkshire est en dents de scie, après son bon début de saison, il connait des soucis physiques et subit la concurrence des deux stars du club, Max Gradel et Robert Snodgrass, et même celle du jeune Sanchez Watt. À la fin de la saison 2011-12, il est libéré par le club.
Le 22 mars, il rejoint l'AFC Wimbledon.